# Candidature en 1962 des députés français de la 1ere législature

Liste des candidatures en 1962 des députés français de la 1re législature de la Cinquième République et d'une éventuelle candidature à leur réélection lors des élections législatives des 18 et 25 novembre 1962. Les députés en fonction sont présentés au moment du scrutin et de la fin de la mandature. L'année indiquée est celle de leur première élection à l'Assemblée nationale, les mandats pouvant cependant ne pas avoir été continus. 
Six des neufs députés sortants de l'Union pour la nouvelle République (UNR) sont réélus. Les gaullistes obtiennent 77 sièges par victoire de leurs députés sortants et en perdent 42 par défaite de leurs députés sortants. 